# Eucalyptus abdita
Espèce
Classification phylogénétique
Eucalyptus abdita est une espèce de plantes à fleurs du genre eucalyptus et de la famille des Myrtaceae, originaire de la région entre Perth et Geraldton en Australie-Occidentale. C'est un arbuste de 2 à 3 mètres de haut avec un tronc à écorce lisse. Les jeunes feuilles sont toujours pétiolées (contrairement à la plupart des eucalyptus) d'abord opposées à la base de la branche puis alternes, de forme ovale à triangulaire. Les feuilles adultes sont pétiolées, lancéolées et mesurent 5,5 à 8 cm de long et 1,1 à 1,8 cm de large. Les fleurs blanches sont regroupées en épis pouvant comporter 13 unités. Les fruits sont des cylindres de 5 mm de diamètre.
Il doit son nom au latin « abdita », « caché ». En effet, une confusion a régné au départ entre cette espèce et Eucalyptus pluricaulis.